# Condylostylus serenus
Condylostylus serenus är en tvåvingeart som beskrevs av Becker 1922. Condylostylus serenus ingår i släktet Condylostylus och familjen styltflugor. Inga underarter finns listade i Catalogue of Life.